# Эль-Эулма
Эль-Эулма (араб. العلمة‎) — город на северо-востоке Алжира, на территории вилайета Сетиф. Административный центр одноимённого округа.

## Географическое положение
Город находится в центральной части вилайи, в гористой местности Атласа, на высоте 941 метра над уровнем моря.

Эль-Эулма расположена на расстоянии приблизительно 245 километров к востоку-юго-востоку (ESE) от столицы страны Алжира.

## Демография
По данным переписи, на 2008 год население составляло 155 038 человек.
Динамика численности населения города по годам:
| 1977   | 1987   | 1998    | 2008    | 2012    |
| ------ | ------ | ------- | ------- | ------- |
| 41 564 | 71 885 | 119 940 | 155 038 | 180 303 |

## Транспорт
Ближайший аэропорт расположен в городе Сетиф.